# La traviata (film 1983)
La traviata è un film del 1983 diretto da Franco Zeffirelli. Il film è trasposizione cinematografica dell'opera lirica omonima di Giuseppe Verdi, a sua volta tratto da La signora delle camelie di Alexandre Dumas.

## Trama
Inizia a casa di una Violetta Valéry giunta ormai alla fine dei suoi giorni, dove arriva un giovane ragazzo incaricato di portar via gli oggetti della donna. La vede ritratta in un quadro, e subito dopo morente. Il giovane abbandona gli oggetti da requisire e lascia la casa. Subito dopo Violetta si rialza, e girando per la casa inizia il flashback: la splendida festa con gli amici dove per la prima volta conobbe Alfredo. Si dipana così il racconto della loro storia d'amore, che ha per sfondo sia Parigi che la casa in campagna.
Nel pieno del Carnevale Violetta riceve Alfredo e Giorgio Germont. Il giovane Alfredo si è salvato dal duello con il barone (il quale è ferito, ma migliora) ed è pronto a tornare con lei. Andranno a vivere in campagna, dove la giovane Valery guarirà. Dopo un breve idillio, la salute di Violetta peggiora nuovamente e la malattia condurrà la giovane alla morte. Ultima inquadratura: una camelia sul comodino della Traviata.

## Riconoscimenti
- 1983 - Premio Oscar
  - Nomination Migliore scenografia a Gianni Quaranta e Franco Zeffirelli
  - Nomination Migliori costumi a Piero Tosi
- 1983 - Golden Globe
  - Nomination Miglior film straniero (Italia)
- 1984 - Premio BAFTA
  - Migliore scenografia a Gianni Quaranta e Franco Zeffirelli
  - Migliori costumi a Piero Tosi
  - Nomination Migliore film straniero (Italia)
  - Nomination Miglior sonoro a Cesare D'Amico, Jean-Louis Ducarme, Claude Villand e Federico Savina
- 1983 - Nastro d'argento
  - Migliore fotografia a Ennio Guarnieri
  - Migliore scenografia a Gianni Quaranta
  - Migliori costumi a Piero Tosi
- Grammy Award for Best Opera Recording 1984 alla colonna sonora diretta da James Levine